# Omul din Atlantis
Omul din Atlantis (Man from Atlantis) este un serial de televiziune science fiction american care a rulat 13 episoade în rețeaua NBC în sezonul 1977–78, în urma a patru filme de televiziune care s-au difuzat mai devreme în 1977.
În rolul principal: Patrick Duffy
Primul episod: 22 septembrie 1977
Ultimul episod: 6 iunie 1978
Regizor: Lee H. Katzin
Post: NBC
Gen: Științifico-fantastic
A fost difuzat și la Televiziunea Română în anii '80 cu unele intermitențe.